# Lappvattnet, Skellefteå kommun
Lappvattnet är en by, från 2015 till 2023 klassad som en småort, i Burträsks distrikt (Burträsks socken) i Skellefteå kommun, Västerbottens län (Västerbotten). Byn ligger vid Länsväg 364, cirka elva kilometer österut från tätorten Burträsk. Nordöst om byn finns ett sjö med samma namn som byn, Lappvattnet.